# 坎波二鬚鯰
坎波二鬚鯰，為輻鰭魚綱鯰形目二鬚鯰科的其中一種，為溫帶淡水魚，分布於南美洲智利南部巴爾第畢亞地區淡水流域，體長可達25公分，棲息在底層水域，生活習性不明。